# PS 6
P.S. 6, The Lillie Devereaux Blake School, es una escuela primaria pública ubicada en el Upper East Side de Manhattan, Nueva York. Fundada en 1894, P.S. 6 es considerada como una de las mejores escuelas primarias de la ciudad de Nueva York.

## Visión general
P.S. 6 tiene alrededor de 800 estudiantes en los grados K-5. Los tamaños medios de clase son 23-28. El cuerpo estudiantil de la escuela es 78% caucásico, lo cual es algo inusual para una escuela pública en Nueva York. La escuela es popular entre las familias en el Upper East Side que a menudo eligen enviar a sus hijos allí en lugar de a la escuela privada. La exdirectora de la escuela, Carmen Fariña, afirmó que la tasa de aceptación de los estudiantes fuera del distrito era 1/7, inferior a la de muchas universidades de primer nivel.

## Historia
P.S. 6 fue fundada en 1894 y lleva el nombre de la autora feminista y reformista Lillie Devereux Blake. La escuela fue localizada originalmente a varias cuadras al norte en la calle 85. El actual edificio de ladrillo rojo en Madison Avenue entre las calles 81 y 82 fue construido en 1953.
La primera directora de la escuela, Katherine Blake, la hija del homónimo de la escuela, sirvió en esa capacidad durante 34 años y exigió que el himno pacifista I Didn't Raise My Boy to Be a Soldier fuera cantado en cada asamblea.

## Académicos
P.S. 6 es una "Escuela mentora" del Teacher's College. Ofrece un programa de escritura particularmente fuerte basado en los principios de Lucy Calkins. Se espera que los estudiantes escriban obras de teatro, poesía, ensayos y ficción corta para cuando se gradúen. La escuela también pone un énfasis especial en la educación artística. Su ubicación, a dos cuadras del Museo Metropolitano de Arte, permite a los estudiantes un acceso particularmente bueno para ver las obras de artistas famosos. P.S. 6 también recibió una subvención de la Fundación Annenberg para ayudar a financiar proyectos de arte en la escuela.

## Eventos especiales
Peter Yarrow ha tocado un concierto benéfico especial en el auditorio de la escuela durante muchos años para recaudar dinero para la escuela.

## En la cultura popular
La escuela aparece en la película de 1979 Kramer vs Kramer, que ganó cinco premios Óscar.

## Exalumnos notables
- Richard Avedon, fotógrafo

- Phoebe Cates, Actriz

- Chevy Chase, Actor

- Peter Cincotti, cantante y compositor de jazz

- Miguel Condé, artista

- Damon Dash, magnate del hip hop

- José Feliciano, guitarrista

- William Hurt, Actor

- Robert Iler, Actor

- Jonathan Katz, Actor/Comediante

- Lenny Kravitz, músico

- Michael Kurland, Autor

- Lorna Luft, Actriz, Cantante, Hija de Judy Garland

- Erin Moriarty, Actriz

- Tony Roberts (actor), Actor

- J.D. Salinger, Autor de The Catcher in the Rye

- Herbert Solow (periodista), Escritor, Editor de la revista Fortune

- Mark Sourian Productor de Cine

- Andrew Stein, expresidente del Consejo de NYC, expresidente del distrito de Manhattan

- Robert F. Wagner Jr., alcalde de Nueva York y embajador en España

- David L. Wolper, Productor

- Peter Yarrow, cantante

- Andrew Schulz, comediante